# Darvel
Darvel je grad u East Ayrshire, Škotska, koji se nalazi 9 milja od Kilmanrocka. Populacija grada je oko 4000 stanovnika. Darvel je bio industrijski grad i još je rodno mjesto biologa Alexandera Fleminga koji je, zajedno sa svojih 8 braće i sestara, odrastao na obližnoj farni Lochfield.